# 코토야마
코토야마(일본어: コトヤマ)는 일본의 만화가이다. 이전에는 코토(コト)라는 명칭이었다.

## 약력
- 2012년, BookLive!의 잡지 『ComicLive! Drive』에서 「이그지스」로 데뷔.
- 인터넷 상에서 만화를 집필하던 때, 주간 소년 선데이 편집부에게 스카우트되었다.[2]
- 2013년, 「아즈마」가 만화 콜레지에서 가작(佳作)을 수상.
- 2014년 30호부터 2018년 20호까지 〈다가시카시〉를 《주간 소년 선데이》(쇼가쿠칸)에서 연재.[3][4]
- 2019년 39호부터 2024년 9호까지 〈철야의 노래〉를 《주간 소년 선데이》(쇼가쿠칸)에서 연재.[5][6]
- 2020년 8월 18일 〈철야의 노래〉와 요루시카의 노래 〈도망〉의 콜라보 뮤직 비디오가 선데이 유튜브 채널에 투고되었다.[7]
- 2023년, 《철야의 노래》로 제68회 쇼가쿠칸 만화상을 수상.[1]

## 작품
- 다가시카시 (《주간 소년 선데이》 2014년 30호~2018년 20호, 쇼가쿠칸)
- 철야의 노래 (《주간 소년 선데이》 2019년 39호~2024년 9호, 쇼가쿠칸)